# Архидьяконово
Архидьяконово — исчезнувшее село в Вязниковском районе Владимирской области России. Ныне территория деревни Налескино.

## География
Находилось в северо-восточной части области, в зоне хвойно-широколиственных лесов, в пределах Волжско-Окского междуречья, на правом берегу реки Клязьмы, на расстоянии 11 километров (по прямой) к северо-западу от города Вязники, административного центра района.

### Климат
Климат характеризуется как умеренно континентальный. Средняя температура воздуха самого холодного месяца (января) — −11,1 °C (абсолютный минимум — −48 °С), средняя максимальная температура воздуха (июля) — +23,3 °С (абсолютный максимум — +37 °С). Годовое количество атмосферных осадков составляет около 607 мм, из которых 413 мм выпадает в период с апреля по октябрь.

## История
В «Списке населенных мест Владимирской губернии по сведениям 1859 года» населённый пункт упомянут как погост Архидиаконский Вязниковского уезда, расположенный в 16 верстах от уездного города.
По состоянию на 1905 год, село Архидиаконский Погост входило в состав Станковской волости.
По данным 1926 года являлось частью Налескинского сельсовета Сарыевской волости.
Упоминается в 1929 году в составе Сарыевской волости (Постановление Всероссийского центрального исполнительного комитета. О составе округов и районов Ивановской промышленной области и их центрах. 10 июня 1929 г.; Состав округов и районов Ивановской Промышленной области, утвержденный Оргкомитетом области от 15 мая 1929 г… [Текст]. — [Ив.-Вознесенск] : Област. плановая комиссия Ивановск. Промышл. области, 1929 (типо-лит. «Красный октябрь»). — 68 с. С.21).

## Население
В погосте Архидиаконский по сведениям 1859 года насчитывалось 10 дворов и проживало 47 человек (22 мужчины и 25 женщин).
По состоянию на 1905 год, в Архидиаконском Погосте имелось 6 дворов и проживало 37 человек.
По данным 1926 года в селе имелось 6 хозяйств (в том числе 4 крестьянских) и проживало 26 человек (11 мужчин и 15 женщин).

## Известные уроженцы, жители
- Авроров, Алексей Петрович (1877—1937) — русский врач.
- Авроров, Павел Петрович (1870—1940) — русский патофизиолог.

## Архидиаконовская церковь
Действовала православная церковь во имя архидиакона Стефана, которая упоминается уже в источниках 1628 года. Из сохранившейся в церковном архиве храмозданной грамоты епископа Владимирского Платона, видно, что до 1719 года в погосте было две деревянных церкви: в честь Казанской иконы Божией Матери с приделом во имя архидиакона Стефана и тёплая церковь во имя святителя Николая Чудотворца.
В 1742 году была построена новая Архидиаконовская деревянная церковь, сгоревшая вместе с Никольским храмом при пожаре в 1754 году. В 1754—1758 годах вновь был построен деревянный храм в честь Казанской иконы Божией Матери с приделом во имя архидиакона Стефана. Но придельный престол в 1805 году был переименован во имя святого пророка Илии. В 1798—1805 годах был построен второй каменный храм с главным престолом, освящённым во имя архидиакона Стефана и приделом во имя святителя Николая Чудотворца.
Священником служил Петр Осипович Авроров (1838—?). У него и Марии Матвеевны (в девичестве Архидиаконской) в семье было восемь детей, в их числе врачи: Алексей Петрович, Василий Петрович, Евдокия Петровна, Иван Петрович, Фёдор Петрович.
В 1898 году к приходу Архидиаконского и Казанского храмов относилось 2298 человек, проживавших в 16 окрестных селениях. С 1886 года при церкви функционировала церковно-приходская школа.